# 奧澤羅 (涅米羅夫區)
48°56′2″N 28°53′49″E / 48.93389°N 28.89694°E
奧澤羅（烏克蘭語：Озеро），是烏克蘭西南部的村莊，隸屬文尼察州的文尼察區。該村始建於1750年，面積0.001平方公里，海拔高度246米，2001年該村落人口238。